# Félix Orsières
Jean-Martin-Félix Orsières (pron. fr. AFI: [ʒɑ̃ maʁtɛ̃ feliks ɔʁsjɛʁ]) (Chambave, 8 gennaio 1803 – Torino, 30 marzo 1870) è stato un religioso e storico italiano.
Canonico di idee liberali che gli valsero il nomignolo ironico di "piccolo Gioberti valdostano" da parte dei suoi detrattori, nel 1821 salutò con speranza i moti torinesi insieme a Laurent Martinet.

## Biografia
La pubblicazione nel 1839 del suo Historique du pays d'Aoste rappresentò il primo evento di un certo respiro in ambito storiografico dopo un periodo di stagnazione. Fu seguita nel 1841 dal Coup d'oeil historique sur le pays d'Aoste suivi d'une théorie des améliorations à introduire en cette province, prima storia stampata sulla Valle d'Aosta e prima proposta organica di riforme per la Valle, tra le quali spicca quella dei trasporti e dell'apertura della strada carrozzabile per il Piccolo San Bernardo: per il canonico infatti la Valle d'Aosta risentiva dell'isolamento di lungo corso che produceva un ritardo fisico e morale nei valdostani.
Nel 1846, all'inaugurazione del nuovo Municipio di Aosta, auspicò l'apertura di una biblioteca all'interno del medesimo edificio, supportato dall'etnografo Jules Brocherel.
Nel 1849 viene nominato presidente provvisorio del Cercle National d'Aoste, un circolo che si prefiggeva di divulgare i vantaggi del governo monarchico-costituzionale. In quel periodo collaborò anche al primo foglio periodico a stampa della Valle d'Aosta, il Feuille d'annonces d'Aoste, convinto come altri che la cultura possa modificare la società.
Nel 1853 è redattore con il sindaco di Aosta e Bruno Favre del settimanale liberale vicino a Cavour Le constitutionnel valdôtain. Parole d'ordine di Orsières: scuole, igiene, strade. André Jourdain, vescovo di Aosta, il 22 settembre 1854 proibì in tutta la diocesi la lettura del Constitutionnel valdôtain.
Ben quattro furono le sue opere inserite nell'Index Librorum Prohibitorum del 1948: il De la révocation arbitraire des pouvoirs spirituels d'un ecclésiastique, l'Essai sur l'éducation, l'L'évêque selon l'Évangile, il Le vrai curé e il Quelques observations ethnologiques.

## Opere
- Orsières, Félix, Historique du Pays d'Aoste, 1839.
- Orsières, Félix, De la révocation arbitraire des pouvoirs spirituels d'un ecclésiastique, 1854.
- Orsières, Félix, Essai sur l'éducation, 1854.
- Orsières, Félix, L'évêque selon l'Évangile, 1854.
- Orsières, Félix, Le vrai curé, 1854.
- Orsières, Félix, Quelques observations ethnologiques, 1854.
- Orsières, Félix, Essai sur le progrès, 1864.

1. 1 2 3  Benvenuti Nel Sito "Storia Della Valle D'Aosta"
2. ↑  Amedeo Benedetti, La Biblioteca Regionale di Aosta attraverso i suoi fondi, "Biblioteche Oggi", Milano, Ed. Bibliografica, n. 3, aprile 2008, p. 37.
3. ↑   Index Librorum Prohibitorum, 1949, su cvm.qc.ca. URL consultato il 14 febbraio 2012 (archiviato dall'url originale il 1º settembre 2015).
4. ↑  (DE)  "Der Index der verbotenen Bücher. In seiner neuen Fassung dargelegt und rechtlich-historisch gewürdigt"